# The Triumph of Life

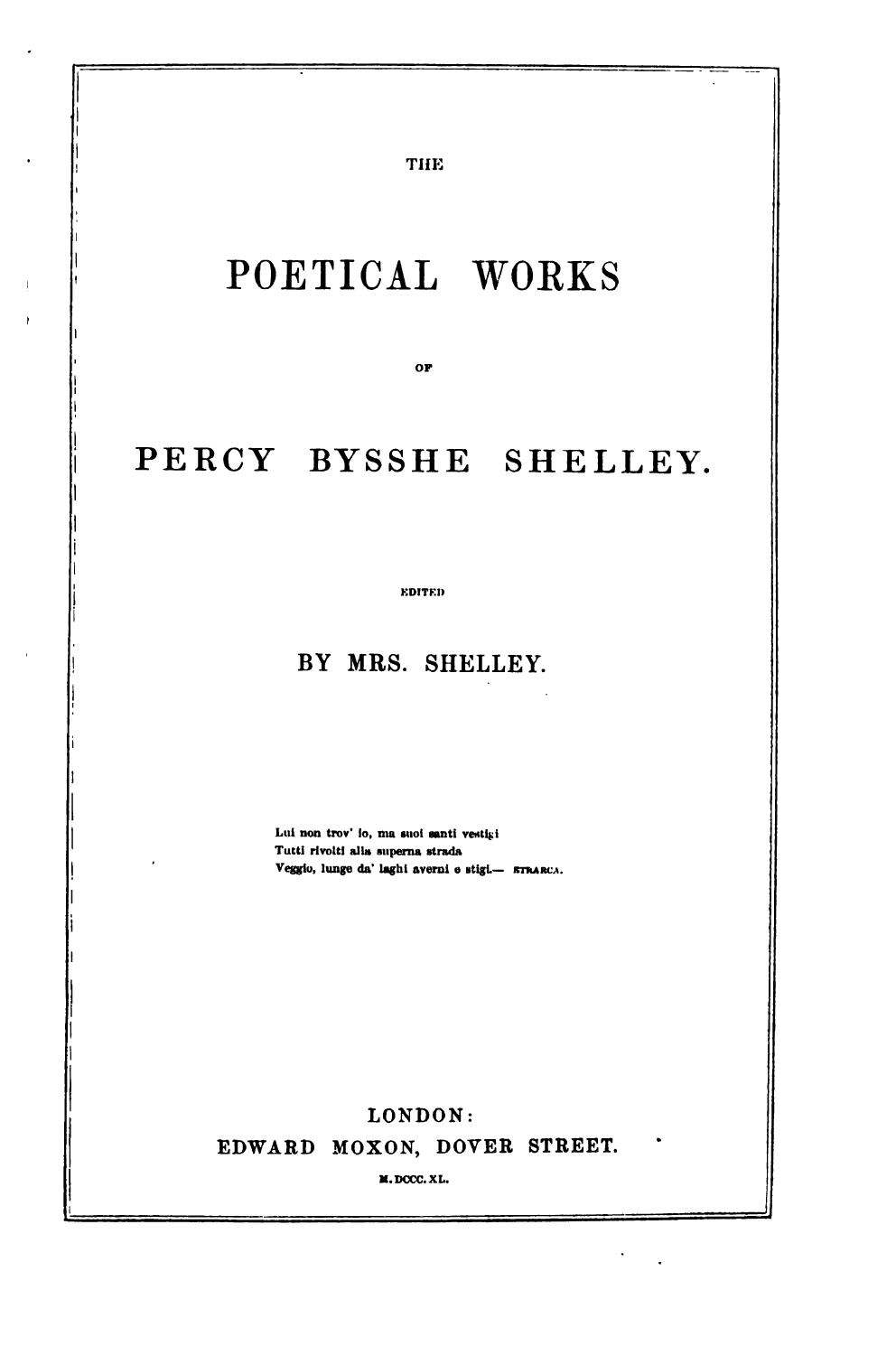
Strona tytułowa dzieł Percy’ego Bysshe Shelleya wydane przez jego żonę

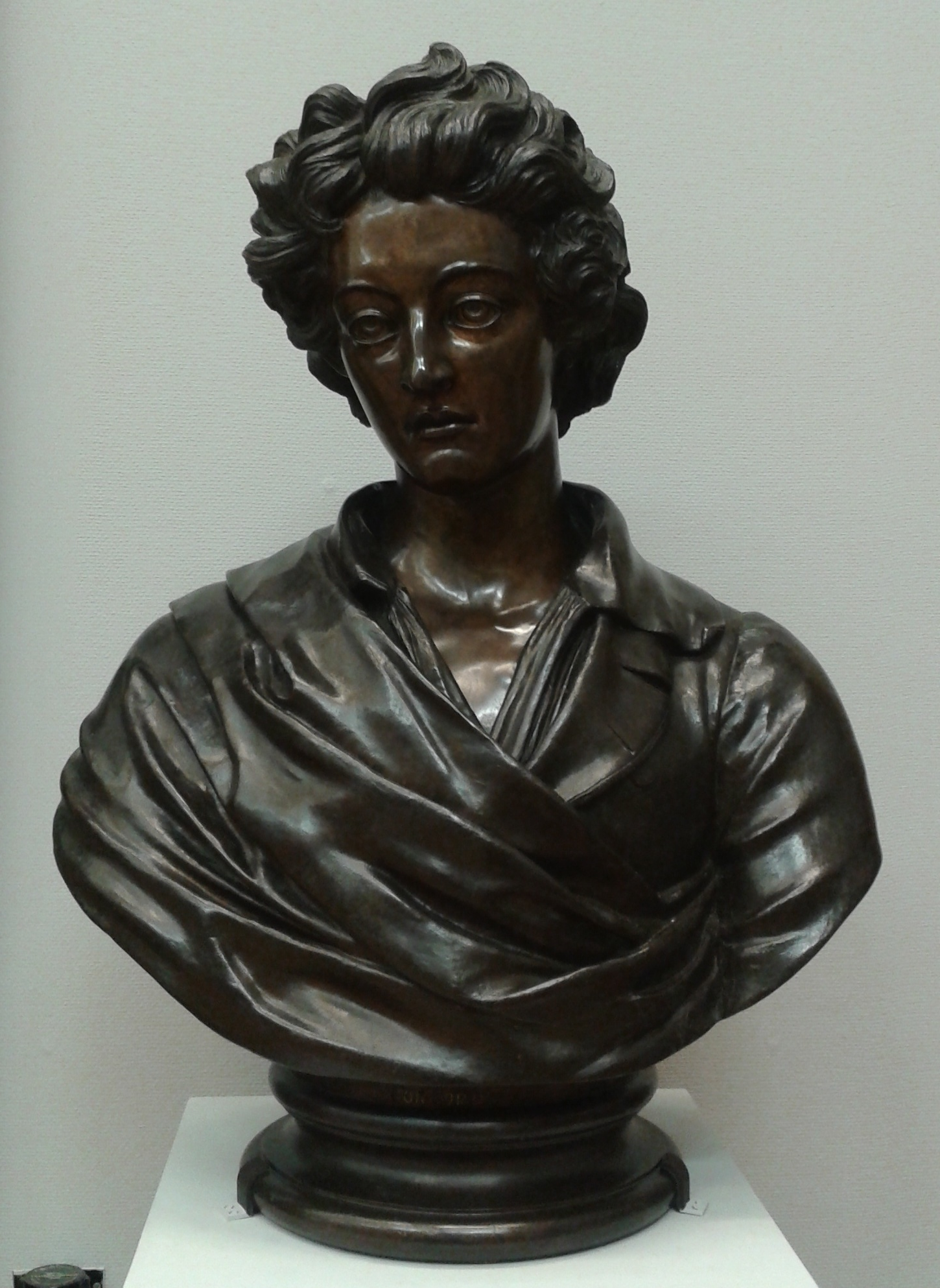
Amelia Robertson Hill, Popiersie Percy’ego Bysshe Shelleya

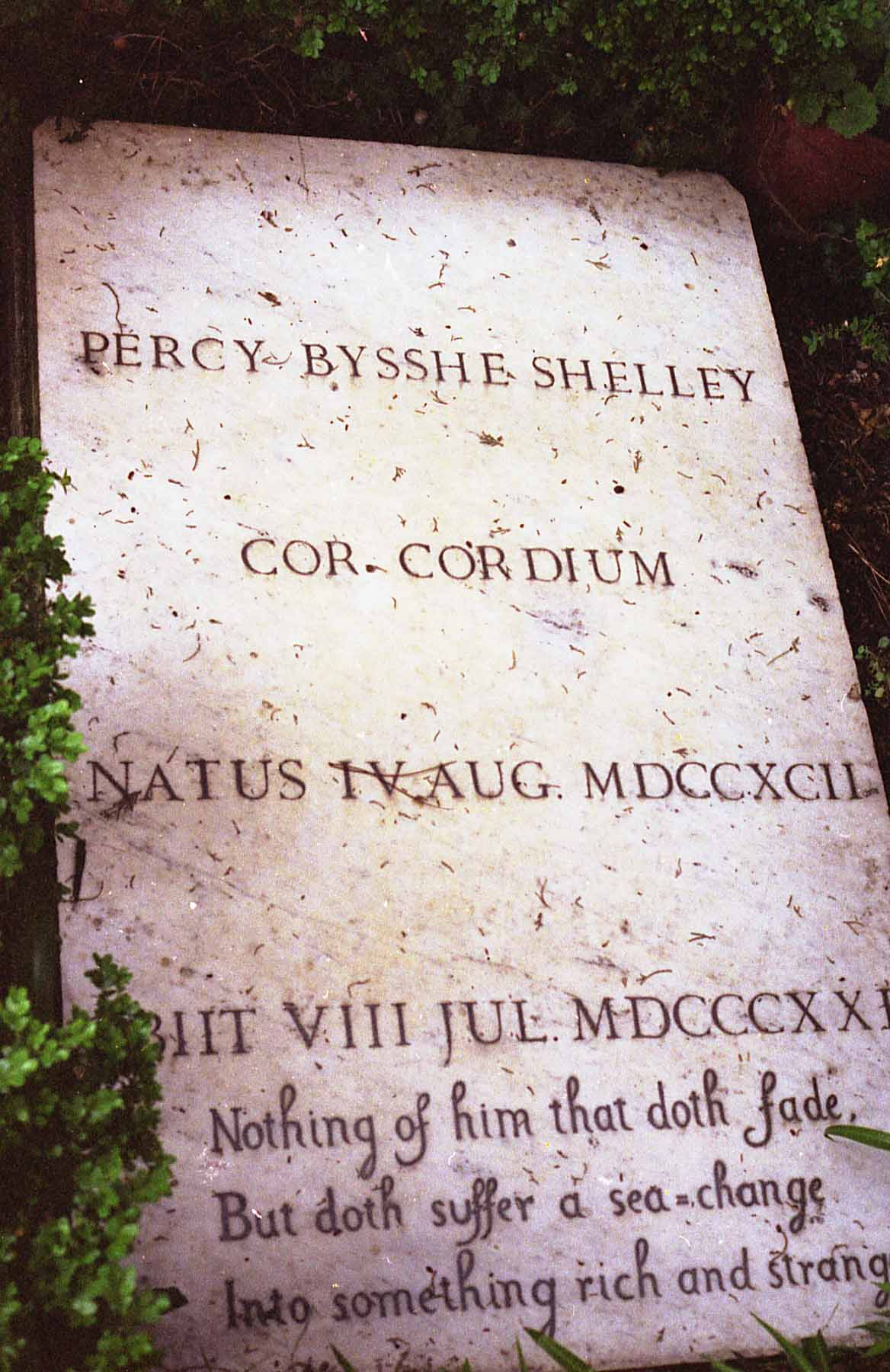
Płyta nagrobna Percy’ego Bysshe Shelleya

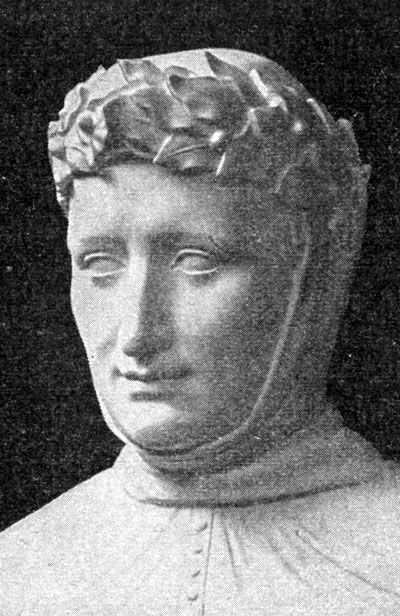
Francesco Petrarca

Richard Rothwell, Portret Mary Shelley

The Triumph of Life (ang. Triumf życia) – nieukończony poemat angielskiego romantyka Percy'ego Bysshe Shelleya, opublikowany pośmiertnie w 1824. 

## Charakterystyka ogólna
The Triumph of Life zajmuje w twórczości Shelleya miejsce szczególne. Był on ostatnim dziełem poety. Prace nad poematem przerwała śmierć Shelleya, który utonął w morzu 8 lipca 1822. Autor pozostawił zapewne nie do końca zredagowany rękopis. Do druku utwór przygotowała żona poety.

## Forma
The Triumph of Life został napisany tercyną, czyli strofą trójwersową pochodzenia włoskiego, rymowaną aba bcb cdc..., spopularyzowaną przez Dantego Alighieri w Boskiej komedii. W literaturze włoskiej ta strofa jest zbudowana z wersów jedenastozgłoskowych, natomiast w poezji angielskiej z linijek jambicznych pięciostopowych (x ' x ' x ' x ' x ').

Swift as a spirit hastening to his task
Of glory & of good, the Sun sprang forth
Rejoicing in his splendour, & the mask
Of darkness fell from the awakened Earth.
The smokeless altars of the mountain snows
Flamed above crimson clouds, & at the birth
Of light, the Ocean's orison arose
To which the birds tempered their matin lay,
All flowers in field or forest which unclose
Their trembling eyelids to the kiss of day,
Swinging their censers in the element,

Tercyny w roli tworzywa sonetów Shelley użył wcześniej w cyklu Oda do wiatru zachodniego, który na język polski przełożył Jan Kasprowicz.

## Treść
Poemat Shelleya stanowi nawiązanie do dzieła Francesca Petrarki Trionfi. Z utworu czternastowiecznego włoskiego liryka przejęte zostały zarówno tytuł, jak i forma wersyfikacyjna. Shelley robi też aluzję do Dantego:

Behold a wonder worthy of the rhyme
"Of him whom from the lowest depths of Hell
Through every Paradise & through all glory
Love led serene, & who returned to tell
"In words of hate & awe the wondrous story
How all things are transfigured, except Love;

W poemacie Shelley wspomina wybitne osoby jak Jean-Jacques Rousseau, Napoleon Bonaparte i Francis Bacon. Rousseau w poemacie Shelleya jest człowiekiem, który symbolizuje kierunek, w jaki zmierza Europa.
Zobacz też: Adonais, Alastor, czyli duch samotności